# Club de Fútbol Barcelona 1964-1965

## Rosa
| N. |                    | Ruolo | Calciatore          |
| -- | ------------------ | ----- | ------------------- |
|    | Spagna (bandiera)  | P     | Salvador Sadurní    |
|    | Spagna (bandiera)  | P     | José Manuel Pesudo  |
|    | Spagna (bandiera)  | D     | Eladio              |
|    | Spagna (bandiera)  | D     | Fernando Olivella   |
|    | Uruguay (bandiera) | D     | Julio César Benítez |
|    | Spagna (bandiera)  | D     | Jesús Garay         |
|    | Spagna (bandiera)  | D     | Foncho              |
|    | Spagna (bandiera)  | D     | Sígfrid Gràcia      |
|    | Spagna (bandiera)  | C     | Martí Vergés        |
|    | Spagna (bandiera)  | C     | Josep Fusté         |

| N. |                     | Ruolo | Calciatore          |
| -- | ------------------- | ----- | ------------------- |
|    | Spagna (bandiera)   | C     | Jesús María Pereda  |
|    | Spagna (bandiera)   | C     | Juan Torrent Soler  |
|    | Ungheria (bandiera) | A     | Sándor Kocsis       |
|    | Paraguay (bandiera) | A     | Cayetano Ré         |
|    | Perù (bandiera)     | A     | Juan Seminario      |
|    | Spagna (bandiera)   | A     | Joaquim Rifé        |
|    | Belgio (bandiera)   | A     | Fernand Goyvaerts   |
|    | Spagna (bandiera)   | A     | Pedro Zaballa       |
|    | Spagna (bandiera)   | A     | Luis Vidal Planella |

### Staff tecnico
- Allenatore:  César Rodríguez, poi dalla 6ª giornata  Vicenç Sasot